# Saras
Saras S.p.A. è una società per azioni italiana, costituita nel 1962,  operativa nel settore della raffinazione del petrolio e nella produzione di energia elettrica.
La società è stata quotata presso la Borsa Italiana nell'indice FTSE Italia Mid Cap da maggio 2006 al 10 settembre 2024, data il quale, conclusasi l'OPA lanciata a inizio agosto dello stesso anno dalla società acquirente Vitol Group, sancì la definitiva uscita della Saras dalla borsa.

## Storia
La società fu fondata il 24 maggio 1962 da Angelo Moratti con la denominazione di S.A.RA.S. (acronimo di Società Anonima Raffinerie Sarde) e inaugurata il 16 giugno 1966 alla presenza di Giulio Andreotti, allora ministro dell'industria, commercio e artigianato.
Il gruppo Saras è attivo nel settore dell’energia ed è uno dei principali operatori indipendenti europei nella raffinazione di petrolio.

### Raffineria di Sarroch
La raffineria di Sarroch, sulla costa a sud-ovest di Cagliari, è una delle più grandi del Mediterraneo per capacità produttiva (15 milioni di tonnellate all’anno, pari a 300.000 barili al giorno) ed una delle più avanzate per complessità degli impianti (con un indice di complessità Nelson pari a 11,7). Collocata in una posizione strategica al centro del Mediterraneo, la raffineria viene gestita dalla controllata Sarlux SrL e può arrivare a gestire il 21% della lavorazione complessiva delle raffinerie italiane con 300.000 barili al giorno.

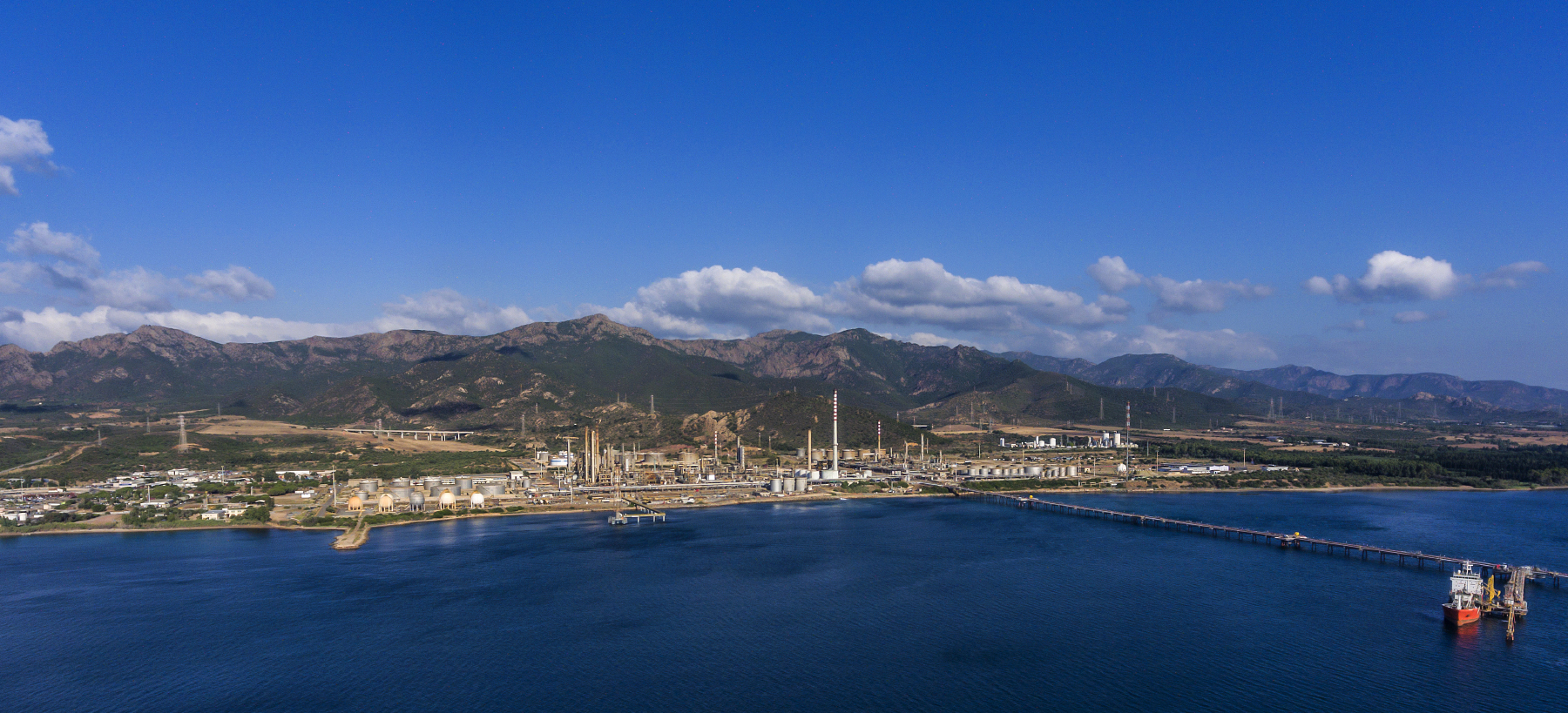
Vista dal mare della raffineria Sarlux del gruppo Saras.

Nel 2001 il gruppo Saras ha intrapreso anche l’attività di produzione e vendita di energia elettrica mediante un impianto di gasificazione a ciclo combinato (IGCC), che ha una potenza installata di 575 megawatt ed è gestito dalla controllata Sarlux SrL. Tale impianto utilizza in carica i prodotti pesanti della raffinazione, e, nel 2022, li ha trasformati in 4.100 gigawattora di energia elettrica, contribuendo per il 45,9% al fabbisogno della Sardegna.
Inoltre, sempre in Sardegna, il gruppo produce e vende energia elettrica da fonti rinnovabili attraverso il parco eolico sito nel comune di Ulassai, operativo dal 2005 e gestito dalla controllata Sardeolica SrL, avente una capacità installata pari a 96 MW.
Il 19 maggio 2006 Saras è stata quotata alla Borsa di Milano.
Nel 2008 la raffineria Sarlux del gruppo Saras ottiene la registrazione EMAS (Eco Management Audit Scheme).
Nel 2009 Saras è stata la prima raffineria in Italia ad ottenere l’AIA (Autorizzazione Integrata Ambientale), che riconosce il percorso di miglioramento delle caratteristiche tecniche e strutturali degli impianti e del sito produttivo al fine di minimizzare l’impatto ambientale delle attività produttive

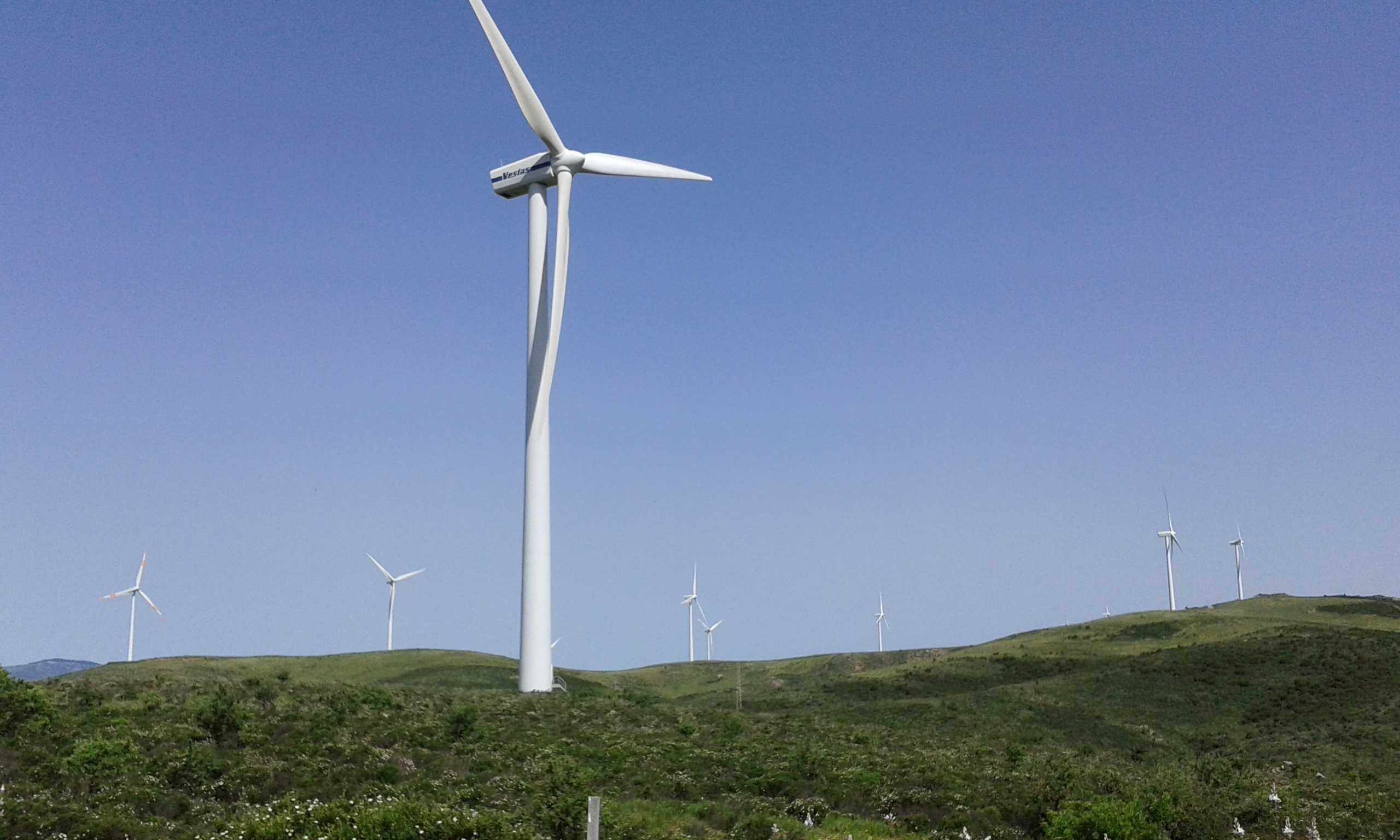
Una delle pale del parco eolico di Ulassai.

A fine aprile 2013 l'impresa petrolifera pubblica russa Rosneft acquisisce il 13,70% del capitale sociale di Saras dagli azionisti di maggioranza Gian Marco e Massimo Moratti; a metà giugno incamera un ulteriore 7,29% dai mercati finanziari mediante un'offerta pubblica di acquisto volontaria parziale.
Il 19 ottobre 2015 Rosneft vende ad un gruppo di investitori istituzionali internazionali circa l'8,99% del capitale sociale di Saras e riduce la sua partecipazione al 12%. Il 17 gennaio 2017 Rosneft colloca la totalità delle proprie azioni Saras in portafoglio ad un gruppo di investitori internazionali.
A seguito della morte del presidente Gian Marco Moratti avvenuta il 26 febbraio 2018, il successivo 3 maggio il fratello Massimo viene nominato nuovo presidente.
A partire dalla seconda metà di agosto 2019 è stata avviata l’attività di commercializzazione diretta di combustibili navali nell’area di Sarroch e Cagliari gestita dalla controllata Saras Trading. Il rifornimento è effettuato attraverso una moderna nave (‘bettolina’) dotata dei più elevati standard di sicurezza.
Nel corso del 2019 è stato realizzato l’ampliamento del parco eolico di Ulassai, gestito dalla controllata Sardeolica Srl, con l’installazione di 9 nuove turbine per una capacità aggiuntiva di 30 MW, portando la capacità installata complessiva a 126 MW. I lavori si sono conclusi il 27 settembre e a partire da tale data le nuove pale eoliche sono entrate in funzione.
Il 16 febbraio 2021 Saras sigla con Enel Green Power un protocollo d’intesa per sviluppare un progetto di “idrogeno verde” in Sardegna, con una soluzione allo studio che prevede l’utilizzo di un elettrolizzatore da 20 MW alimentato da energia rinnovabile prodotta sul posto per fornire idrogeno verde da utilizzare come materia prima nella raffineria Sarlux presso il sito industriale di Sarroch, in provincia di Cagliari.
Il 4 giugno 2021 il Gruppo, tramite la controllata Sardeolica Srl, ha acquisito le due società Energia Verde Srl ed Energia Alternativa Srl, attive nella produzione di energia elettrica tramite l’esercizio di due parchi eolici siti nel comune di Uta (Cagliari).
Il 15 settembre 2021 Saras sigla con Air Liquide, leader mondiale nell'ambito dei gas, delle tecnologie e dei servizi per l’Industria e la Sanità, un Memorandum of Understanding volto a esplorare le opportunità per ridurre l'impronta carbonica della raffineria Sarlux di Sarroch, valutando la fattibilità tecnica ed economica di soluzioni per la cattura e lo stoccaggio delle emissioni di CO2 connesse ai processi della raffineria di Sarroch.
In data 30 marzo 2022 la Regione Autonoma Sardegna ha deliberato l’Autorizzazione Unica a favore di Sardeolica Srl, operante nel settore delle energie rinnovabili e interamente controllata da Saras SpA, per la costruzione e l'esercizio di un impianto fotovoltaico di 79 MW nell'area industriale di Macchiareddu, nel comune di Uta (Cagliari). L'impianto, denominato “Helianto” costituisce un significativo progresso nelle strategie del Gruppo Saras nel settore delle energie rinnovabili, aggiungendosi agli esistenti parchi eolici in Sardegna della potenza di 171 MW, e portando la potenza totale a 250 MW. Il parco presenta caratteristiche ottimali per insolazione e configurazione e si integrerà nelle modalità di gestione industriale di Sardeolica, in particolare sfruttando le sinergie con i parchi eolici contigui di Macchiareddu, acquisiti nel giugno 2021.
In data 29 settembre 2022 - SardHy Green Hydrogen, società nata dal progetto congiunto di Enel Green Power e Saras legato allo sviluppo di idrogeno verde in Sardegna, è riconosciuta tra i beneficiari italiani dei 5,2 miliardi di euro di sovvenzioni pubbliche approvate dalla Commissione Europea nell’ambito di IPCEIHy2Use, per supportare la ricerca e l’innovazione, la prima applicazione industriale e la costruzione delle relative infrastrutture nella catena del valore dell’idrogeno. Frutto del protocollo d’intesa siglato dalle due società a febbraio 2021, l’iniziativa prevede l’installazione da parte di SardHy Green Hydrogen di un elettrolizzatore da 20 MW nel sito industriale di Sarroch, in provincia di Cagliari. L'impianto, alimentato esclusivamente da energia rinnovabile di Enel Green Power sarà destinato a produrre idrogeno verde diretto alla raffineria con lo scopo di ridurre il "carbon footprint" dei processi di raffinazione.
In data 30 dicembre 2022 la centrale elettrica a ciclo combinato di Sarlux Srl (IGCC - Integrated Gasification Combined Cycle) è stata iscritta da TERNA nell’elenco degli impianti cosiddetti “essenziali” anche per il 2023.
Il 12 febbraio 2024, la famiglia Moratti ha trovato un accordo con l'azienda olandese Vitol, per la cessione del 35% delle quote del capitale azionario ad un prezzo di 1,75€ per azione, dalla vendita i Moratti incassano all'incirca 582 milioni di euro. Inoltre, a determinate condizioni, la famiglia Moratti si è impegnata a cedere un'ulteriore 5% di Saras, oggetto di finanziamento garantito con Bank of America a febbraio 2023.

## Controversie
Nel gennaio 2009 esce il film-inchiesta Oil, prodotto e diretto dal regista Massimiliano Mazzotta, nel quale si denuncia il presunto inquinamento dello stabilimento di Sarroch e la mancanza di sicurezza per gli operai.
Il 26 maggio 2009, nello stabilimento di Sarroch, tre operai di un'azienda esterna rimangono uccisi mentre effettuavano un lavoro di manutenzione in un accumulatore, il D 106; dell'impianto MHC 2 (MildHydroCracking) ed un quarto viene trasportato in ospedale in condizioni non preoccupanti. I sindacati hanno indetto uno sciopero e parlato di "morte annunciata", denunciando che la pericolosità del sito era ampiamente nota.
Il 13 dicembre 2010 la famiglia Moratti, proprietaria dello stabilimento, annuncia azioni legali contro il libro inchiesta di Giorgio Meletti intitolato Nel paese dei Moratti. Sarroch-Italia. Una storia ordinaria di capitalismo coloniale, edito da Chiarelettere.
Il 12 aprile 2011 si verifica un nuovo incidente con un operaio morto e altri due feriti.

## Dati economici
Il gruppo Saras conta circa 1.591 dipendenti. I ricavi consolidati nel 2023 sono risultati pari a circa 11.443 miliardi di euro mentre l'utile netto è pari 248 milioni di euro.

## Senior Management Team
Il Senior Management Team è il seguente:
- Amministratore Delegato e Direttore Generale: Franco Balsamo
- General Counsel & Corporate Affairs: Simona Berri
- Chief New Initiatives & Renewables Officer: Enrico Giglioli
- Chief Constraints Officer, Procurement & Cyber Security: Vincenzo Greco
- Chief Industrial Officer: Carlo Guarrata
- Chief Financial Officer: Fabio Peretti
- Chief People and Transformation Officer: Patrizia Radice
- Chief Commercial Officer: Marco Schiavetti